# Eminent Ecologist Award
Le Eminent Ecologist Award est décerné chaque année à un écologiste senior en reconnaissance de sa contribution exceptionnelle à la science de l'écologie.
Le prix est décerné par la Société américaine d'écologie. Selon les statuts, le récipiendaire peut être un citoyen du monde, Cependant, dans les faits, très peu de citoyens non américains ont reçu ce prix. Le lauréat reçoit une adhésion à vie à la société.

## Lauréats
- 1954 : Henry Shoemaker Conard
- 1955 : Albert Hazen Wright
- 1956 : George Burton Rigg
- 1957 : Karl Patterson Schmidt
- 1958 : Arthur William Sampson
- 1959 : Henry Allen Gleason
- 1960 : Walter Pace Cottam
- 1961 : Charles S. Elton,
- 1962 : G. Evelyn Hutchinson
- 1963 : William Skinner Cooper
- 1964 : Lee Raymond Dice
- 1965 : Paul Bigelow Sears
- 1966 : Alfred C. Redfield
- 1967 : Alfred Edwards Emerson
- 1968 : Victor Ernest Shelford
- 1969 : Stanley Adair Cain
- 1970 : Murray Fife Buell
- 1971 : Thomas Park
- 1972 : Ruth M. Patrick
- 1973 : Robert MacArthur
- 1974 : Eugene Odum
- 1975 : Cornelius Herman Muller
- 1976 : Alton Anthony Lindsey
- 1977 : Walter Byron McDougall
- 1978 : Samuel Charles Kendeigh
- 1979 : Rexford F. Daubenmire
- 1980 : Donald W. Tinkle
- 1981 : Robert H. Whittaker
- 1982 : Edward Smith Deevey, Jr.
- 1983 : Walles Thomas Edmondson
- 1984 : John L. Harper,
- 1985 : Joseph H. Connell
- 1986 : Evelyn C. Pielou,
- 1987 : Archie Carr
- 1988 : Herbert Groves Andrewartha et Louis Charles Birch,
- 1989 : George Christopher Williams
- 1990 : William Edwin Ricker,
- 1991 : W. Dwight Billings and Nelson George Hairston
- 1992 : Frank A. Pitelka
- 1993 : Margaret Bryan Davis
- 1994 : Edward Osborne Wilson
- 1995 : Gene E. Likens et Frederick Herbert Bormann
- 1996 : Harold A. Mooney
- 1997 : Frances C. James
- 1998 : Gordon Orians
- 1999 : Crawford S. Holling,
- 2000 : Robert Treat Paine
- 2001 : Paul R. Ehrlich
- 2002 : Charles J. Krebs,
- 2003 : Richard B. Root
- 2004 : Samuel J. McNaughton
- 2005 : Lawrence B. Slobodkin
- 2006 : Daniel Simberloff
- 2007 : Otto Lange,
- 2008 : Michael Rosenzweig
- 2009 : Stephen P. Hubbell
- 2010 : Simon A. Levin
- 2011 : Thomas G. Whitham
- 2012 : Robert J. Naiman
- 2013 : William A. Reiners
- 2014 : Jane Lubchenco
- 2015 : Eric R. Pianka
- 2016 : Jerry F. Franklin
- 2017 : Diana Harrison Wall
- 2018 : F. Stuart Chapin III
- 2019 : Robert D. Holt
- 2020 : Monica G. Turner
- 2021 : Steward T. A. Pickett[1]

## Liens Externes
- Site officiel